# Creation Research Society
Die Creation Research Society (dt. „Gesellschaft zur Schöpfungsforschung“) ist eine Organisation, die den Junge-Erde-Kreationismus vertritt. Sie wurde 1963 von Henry M. Morris und neun gleichgesinnten „Wissenschaftlern“ gegründet. Sie steht der von christlichen Fundamentalisten in den USA entwickelten Pseudowissenschaft Intelligent Design nahe.

## Organisation
Die Leitung der Gesellschaft, das Board of Directors, besteht mehrheitlich aus Professoren verschiedener naturwissenschaftlicher Richtungen an staatlichen Universitäten in den Vereinigten Staaten.
Die Organisation hat nach eigenen Angaben 1700 Mitglieder, darunter 700 Stimmberechtigte. Stimmberechtigt sind nur Mitglieder, die mindestens einen Master-Abschluss in naturwissenschaftlicher Richtung haben. Die Mitgliedschaft setzt die Unterzeichnung eines 4 Punkte umfassenden Statement of Belief voraus:
- 1. The Bible is the written Word of God, and because it is inspired throughout, all its assertions are historically and scientifically true in the original autographs. To the student of nature this means that the account of origins in Genesis is a factual presentation of simple historical truths.
- 2. All basic types of living things, including man, were made by direct creative acts of God during the Creation Week described in Genesis. Whatever biological changes have occurred since Creation Week have accomplished only changes within the original created kinds.
- 3. The great flood described in Genesis, commonly referred to as the Noachian Flood, was an historic event worldwide in its extent and effect.
- 4. We are an organization of Christian men and women of science who accept Jesus Christ as our Lord and Savior. The account of the special creation of Adam and Eve as one man and one woman and their subsequent fall into sin is the basis for our belief in the necessity of a Savior for all mankind. Therefore, salvation can come only through accepting Jesus Christ as our Savior.

deutsche Übersetzung:
- 1. Die Bibel ist das geschriebene Wort Gottes, und da sie ganz und gar inspiriert wurde, sind alle ihre Behauptungen historisch und wissenschaftlich wahr gemäß der ursprünglichen Schrift. Für den Studenten der Natur bedeutet dies, dass die Darstellung des Ursprungs in der Genesis die faktische Präsentation der einfachen historischen Wahrheit ist.
- 2. Alle Grundformen des Lebens, einschließlich des Menschen, wurden während der Schöpfungswoche durch Gott geschaffen, wie es in der Genesis beschrieben ist.
- 3. Die in der Genesis beschriebene Sintflut, gewöhnlich auch als Noahs Flut bezeichnet, ist als weltweiter historischer Fakt zu akzeptieren.
- 4. Wir sind eine Organisation christlicher Männer und Frauen der Wissenschaft, die Jesus Christus als Herrn und Erlöser akzeptieren. Der Bericht von der Erschaffung Adam und Evas als ein Mann und eine Frau und ihr anschließender Sündenfall sind die Grundlage unseres Glaubens in die Notwendigkeit eines Erlösers für die gesamte Menschheit. Daher kann Erlösung nur dadurch zustande kommen, dass Jesus Christus als Erlöser akzeptiert wird.[4]

## Aktivitäten
Nach eigenen Angaben sind ihre Hauptfunktionen:
- Publikation eines vierteljährlich erscheinenden Journals
- Forschung mit dem Ziel, kreationistische Schöpfungsmodelle zu entwickeln und zu testen
- Bereitstellen von finanziellen Mitteln und Forschungsstätten für kreationistische Forscher
- Organisation von Vorträgen

Die Creation Research Society publiziert seit 1964 den peer-reviewed Creation Research Society Quarterly, der von Library Journal Online als die weltweit bedeutendste schöpfungswissenschaftliche Zeitschrift bezeichnet wird. Die Zeitschrift veröffentlicht Forschungsberichte über wissenschaftliche Themen, die für die Kreationismus-Diskussion relevant sind. Daneben wird auch die zweimonatlich erscheinende Zeitschrift Creation Matters publiziert, mit Artikeln auf einem populärwissenschaftlichen Niveau. 
Des Weiteren gibt die Creation Research Society zahlreiche Bücher und Multimediaprodukte heraus, vom Kinderbuch bis zu wissenschaftlichen Monographien. Das 2004 in zweiter Auflage erschienene Highschool-Biologiebuch hat seit seinem Erscheinen 1974 zahlreiche Kontroversen verursacht. Es ist in einigen amerikanischen Bundesstaaten als Schulbuch zugelassen, jedoch vielfach wegen der Trennung von Staat und Kirche nicht in öffentlichen Schulen.

## Kontroverse
Obwohl die Creation Research Society nach Selbstdarstellung Forschung betreibt, wird sie allgemein als nichtwissenschaftliche Missionsorganisation betrachtet. Insbesondere die von allen Mitgliedern verlangte Unterzeichnung des Statement of Belief ist mit moderner ergebnisoffener Wissenschaft nicht zu vereinbaren. Dieses Statement of Belief spielt z. B. eine große Rolle im Urteil im Fall
"McLean v. Arkansas Board of Education" im Jahre 1982. In diesem Gerichtsverfahren, in dem es um die Zulässigkeit des Lehrens von Kreationismus in öffentlichen Schulen im US-Bundesstaat Arkansas ging, machte der US-Bundesrichter, nachdem er allgemein die Unwissenschaftlichkeit des Kreationismus feststellte, konkret zur Creation Research Society die Feststellung:
„Die Creation Research Society benutzt denselben unwissenschaftlichen Zugang zu dem Thema der Schöpfung. Ihre Antragsteller für eine Mitgliedschaft müssen unterzeichnen, dass das Buch Genesis ‚historisch und wissenschaftlich wahr gemäß der ursprünglichen Schrift ist‘. Das Gericht würde niemals eine Person kritisieren oder auf Grund ihres religiösen Bekenntnisses diskreditieren. Während jeder frei ist, an eine wissenschaftliche Forschung in der Art eigener Wahl heranzugehen, so kann eine Methode nicht korrekt als wissenschaftlich beschrieben werden, wenn mit der Schlussfolgerung begonnen wurde und eine Änderung dieser ausgeschlossen wird, ohne Rücksicht auf die Evidenz, welche sich im Laufe der Untersuchung ergibt.“
Auch die Publikationen der Creation Research Society werden von den etablierten Wissenschaften in der Regel als wissenschaftlich unseriös betrachtet. So hat der Geologe Kevin R. Henke zahlreiche Publikationen von Junge-Erde-Kreationisten – auch solche die in CRS-Publikationen wie dem „Creation Research Society Quarterly“ erschienen – untersucht und darin gravierende Mängel festgestellt. So wird an ihren Publikationen bemängelt, dass oft nicht nachvollziehbar sei, wie Resultate zustande kommen, Quellenangaben oft mangelhaft seien und eindeutige Unwahrheiten als Fakten verbreitet würden, was eher mit Desinformation als mit neuer Erkenntnis gleichzusetzen sei. Die von der Creation Research Society und vergleichbaren Organisationen betriebene und publizierte Forschung wird deswegen nicht nur von der überwältigenden Mehrheit der Wissenschaftler als schlechte Wissenschaft oder Pseudowissenschaft eingestuft; auch christliche Vertreter einer Schöpfungslehre, die eine alte Erde akzeptieren, bezeichnen die Resultate als unwissenschaftlich und kritisieren die Junge-Erde-Kreationisten darüber hinaus, dass durch ihre Ansichten eine große Anzahl von Menschen aus den Kirchen vertrieben wurden.